# Leucopternis occidentalis
Leucopternis occidentalis é uma espécie de ave de rapina da família Accipitridae.
Pode ser encontrada nos seguintes países: Equador e Peru.
Os seus habitats naturais são: florestas secas tropicais ou subtropicais e florestas subtropicais ou tropicais húmidas de baixa altitude.
Está ameaçada por perda de habitat.